# Фере, Жерар
Жерар Фере (фр. Gérard Férey; 14 июля 1941 — 19 августа 2017) — французский учёный в области физической химии твердого тела и материалов и кристаллохимии. Известен исследованием и разработкой гибридных пористых материалов, которые имеют применения в улавливании углекислого газа, хранении водорода и доставке терапевтических молекул, что перспективно в областях здравоохранения, энергетики и устойчивого развития. Член Академии наук с 2003 года, лауреат Золотой медали Национального центра научных исследований и премии Гей-Люссака — Гумбольдта. Кавалер ордена Почётного легиона. Почётный профессор МГУ (2014).

## Биография
Жерар Фере родился в Бреале в Нормандии в 1941 году. Закончил университет в Кане, после того как три года работал учителем. В 1968 году защитил диссертацию не требующую исследовательской работы под руководством Вальтер Леви по основным солям титана. Он начал работу как ассистент в Ле-Манском университете, где исследовательская работа привела его к защите в 1977 году исследовательской диссертации в области фторидов переходных металлов. В сотрудничестве с Жаном Паннетье из Института Лауэ-Ланжавана и при поддержке профессора Берто из Гренобля, Жерар Фери начал направление определения магнитных структур с помощью дифракции нейтронов в Ле-Мане. С 1983 по 1988 год он занимал должность вице-президента по исследованиям в Ле-Манском Университете, с 1988 по 1992 год — заместителя директора по науке химического отделения CNRS.
В 1991 году Фере занялся синтезом фторфосфатов металлов, построенных на основе катионов органических аминов, в субкритической гидротермальной среде. Было открыто целое семейство микропористых твердых тел, получившее название ULM-n (от названия Ле-Манского университета). Он продолжил эту тему исследования, когда в 1996 году основал Институт Лавуазье де Версаль в Университете Версаль-Сен-Кантен-ан-Ивелин. Его лаборатория, включавшая до 10 исследователей, в конце 1990-х годов перешла к теме исследования химии микропористых кристаллизованных гибридных материалов, которые получили название MIL-n в честь Института Лавуазье. Они относятся к семейству металл-органических каркасных структур (MOF), новому классу пористых твердых тел, появившемуся в 1990-х годах. Благодаря глобальному подходу его группа открыла более 150 новых пористых материалов, характеризующихся наличием крупных пор. Среди найденных материалов MIL-101 может хранить объём углекислого газа, в 400 раз превышающий его собственный. Другие пористые материалы продемонстрировали способность переноса и доставки молекул.
За время своей карьеры Фере опубликовал более 600 статей. Член Академии наук с 2003 года. В 2010 году стал лауреатом Золотой медали Национального центра научных исследований, в 2009 году — премии Eni. Жерар Фере скончался в ночь с 18 на 19 августа 2017 года.